# Ілув (гміна)
Ілув (гміна) (пол. Gmina Iłów) — сільська гміна у центральній Польщі. Належить до Сохачевського повіту Мазовецького воєводства.
Станом на 31 грудня 2011 у гміні проживало 6282 особи.

## Площа
Згідно з даними за 2007 рік площа гміни становила 128.49 км², у тому числі:
- орні землі: 76.00%
- ліси: 13.00%

Таким чином, площа гміни становить 17.58% площі повіту.

## Населення
Станом на 31 грудня 2011:
| Опис     | Загалом | Загалом | Чоловіки | Чоловіки | Жінки | Жінки |
| -------- | ------- | ------- | -------- | -------- | ----- | ----- |
| одиниця  | осіб    | %       | осіб     | %        | осіб  | %     |
| все      | 6282    | 100     | 3121     | 49.68    | 3161  | 50.32 |
| міське   | 0       | 100     | 0        |          | 0     |       |
| сільське | 6282    | 100     | 3121     | 49.68    | 3161  | 50.32 |

## Сусідні гміни
Ілув (гміна) межує з такими гмінами: Вишоґруд, Кернозя, Коцежев-Полудньови, Мала Весь, Млодзешин, Рибно, Санники, Слубіце.